# 자기 쌍대 양-밀스 이론
자기 쌍대 양-밀스 이론(영어: self-dual Yang–Mills theory)은 4차원 공간 위의 양-밀스 순간자를 다루는 양자장론이다.

## 정의
다음과 같은 기하학적 구조가 주어졌다고 하자.
- 4차원 (유클리드 부호수) 리만 다양체 {\displaystyle (M,g)}. 이는 시공간에 해당한다.
- 콤팩트 리 군 {\displaystyle G} 및 그 리 대수 위의 이차 형식 {\displaystyle \operatorname {Tr} (AB)}
- {\displaystyle G}-주다발 {\displaystyle P\twoheadrightarrow M}

자기 쌍대 양-밀스 이론은 다음과 같은 장을 갖는다.
- {\displaystyle P}의 주접속 {\displaystyle A}. 그 주곡률 {\displaystyle F\in \operatorname {\Omega } ^{2}(M;\operatorname {ad} (P))}이다.
- 자기 반쌍대 보조장 {\displaystyle L\in \Gamma (\mathrm {T} ^{\wedge 2}M\otimes \operatorname {ad} (P))}

이에 대한 작용은 다음과 같다.
{\displaystyle \exp(-S)=\exp \left(\tau \int \mathrm {d} ^{4}x\,\operatorname {tr} (F\wedge \star F)+\mathrm {i} \int \mathrm {d} ^{4}x\,\operatorname {tr} (P\wedge F)\right)}
작용에서, 리만 계량은 직접 등장하지 않으며, 대신 2차 형식의 호지 쌍대 {\displaystyle \star \colon \Omega ^{2}(M)\to \Omega ^{2}(M)}만이 등장한다. 특히, 이 작용은 (고전적으로) 리만 계량의 등각 변환
{\displaystyle g\mapsto \exp(\phi )g\qquad (\phi \in {\mathcal {C}}^{\infty }(M,\mathbb {R} ))}
에 대하여 불변이다.
이에 대한 운동 방정식은 다음과 같다.
{\displaystyle F=\star F}
{\displaystyle P=0}
즉, 그 짜임새 공간은 양-밀스 순간자의 공간과 같다.
이 작용에서, 보조장이 자기 반쌍대인 것은 추가로 부여해야 하는 제약이다. 이러한 제약이 없이는 명백히 로런츠 불변인 작용을 적을 수 없다.

### 초대칭 자기 쌍대 양-밀스 이론
이 이론에 페르미온을 추가하여 초대칭을 따르게 할 수 있다. 4차원에서, 하나의 게이지 장은 2개의 질량껍질 위 자유도를 가지므로, 자기 쌍대 게이지 장은 1개의 질량껍질 위 자유도를 가진다. 4차원에서 1개의 자유도를 갖는 페르미온은 마요라나-바일 스피너가 되어야 하는데, 이는 부호수 (2,2)에서만 가능하다. (반면, 자기 쌍대 게이지 장이 존재하라면 부호수가 (4,0) 또는 (2,2)일 수 있다.)

## 성질
이 이론의 작용에 항 {\displaystyle \textstyle \epsilon \int \operatorname {tr} (L\wedge L)}를 추가한다면, 이 이론은 일반 양-밀스 이론과 동치이게 된다.

## 역사
고든 차머스(영어: Gordon Chalmers)와 워런 시걸(영어: Warren Siegel)이 1997년에 도입하였다.